# Coryphantha delaetiana
Coryphantha delaetiana är en kaktusväxtart som först beskrevs av Leopold Quehl, och fick sitt nu gällande namn av Alwin Berger. Coryphantha delaetiana ingår i släktet Coryphantha, och familjen kaktusväxter. Inga underarter finns listade i Catalogue of Life.